# Contea di Rowan (Kentucky)
La contea di Rowan in inglese Rowan County è una contea dello Stato del Kentucky, negli Stati Uniti. La popolazione al censimento del 2000 era di 22 094 abitanti. Il capoluogo di contea è Morehead.

## Centri abitati

### Città
- Lakeview Heights
- Morehead (capoluogo di contea)

### Census-designated place
- Farmers

### Altre comunità non incorporate
- Clearfield
- Cranston
- Elliottville
- Gates
- Haldeman
- Hayes Crossing
- Hilda
- Paragon
- Pelfrey
- Rodburn
- Sharkey
- Smile
- Triplett
- Wagner Corner